# Pré-produção

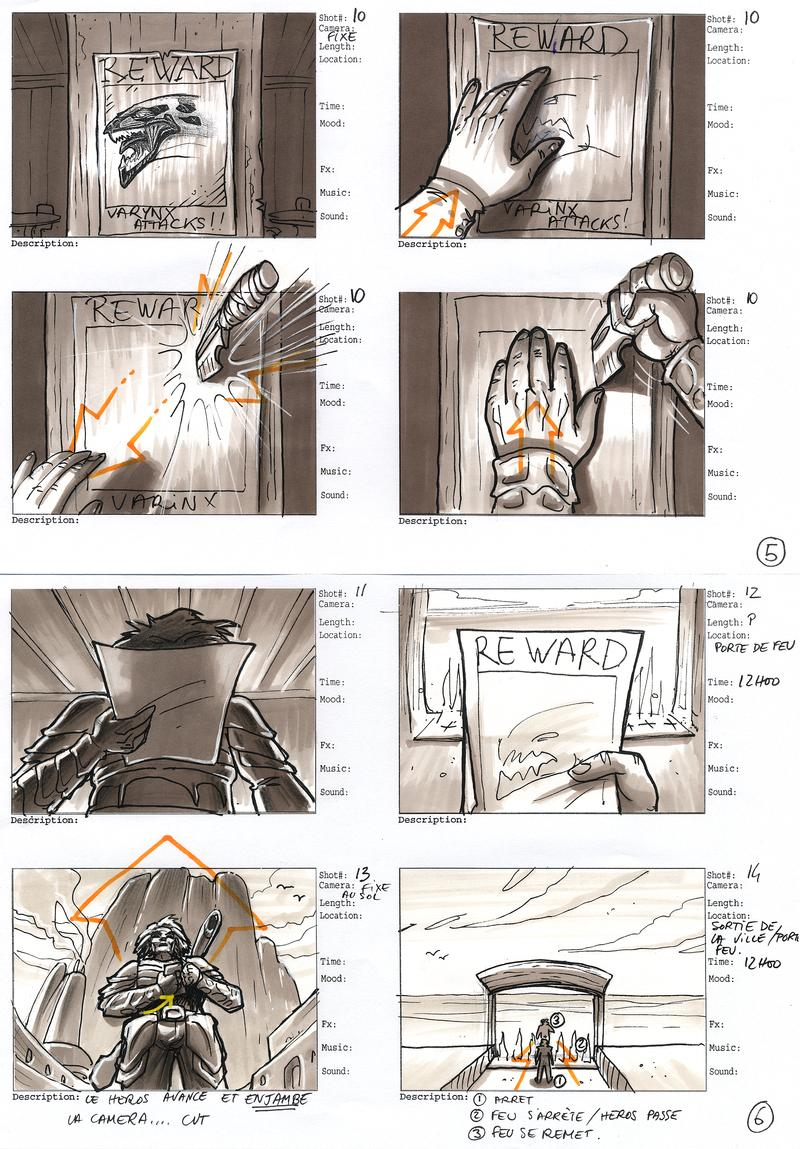
Exemplo de pré produção

Pré-produção é a etapa inicial de produção de um filme. É o gênesis de uma produção. É nessa fase em que o estúdio aprova a ideia do filme e indica um produtor para gerenciar o projeto. As ideias são desenvolvidas e pesquisas começam a ser feitas por cada departamento. O produtor e o estúdio providenciam financiamento. O produtor contrata um diretor, atores e equipes de suporte; enquanto os roteiristas revisam o roteiro do filme.